# Rameau marginal gauche de l'artère coronaire gauche
Le rameau marginal gauche de l'artère coronaire gauche (ou artère marginale gauche ou artère marginale obtuse) est une artère du cœur. C'est une branche du rameau circonflexe de l'artère coronaire gauche.

## Origine
Le rameau marginal gauche de l'artère coronaire gauche nait du rameau circonflexe dans le sillon auriculo-ventriculaire gauche.

## Trajet
Le rameau marginal gauche de l'artère coronaire gauche suit le bord gauche du cœur en direction de l'apex du cœur.

## Zone de vascularisation
Le rameau marginal gauche de l'artère coronaire gauche vascularise la face latérale du ventricule gauche.